# Alicia Berzosa
Alicia Berzosa (* 10. September 2000) ist eine spanische Leichtathletin, die sich auf den Langstreckenlauf spezialisiert hat.

## Sportliche Laufbahn
Erste internationale Erfahrungen sammelte Alicia Berzosa bei den Crosslauf-Europameisterschaften 2022 in Turin, bei denen sie nach 22:41 min auf den 49. Platz im Einzelbewerb gelangte. 2024 gewann sie bei den Ibero-Amerikanischen Meisterschaften in Cuiabá in 35:04 min die Bronzemedaille im 10-km-Straßenlauf hinter den Ecuadorianerinnen Mary Granja und Silvia Ortiz. Anschließend erreichte sie bei den Europameisterschaften in Rom mit 32:37,60 min Rang zwölf im 10.000-Meter-Lauf. Im Dezember wurde sie bei den Crosslauf-Europameisterschaften in Antalya in 27:21 min 40. im Einzelbewerb. Im Jahr darauf erreichte sie bei den erstmals ausgetragenen Straßenlauf-Europameisterschaften in Löwen in 33:02 min Rang 35 über 10 km und im Juli gewann sie bei den World University Games in Bochum in 32:02,73 min die Bronzemedaille über 10.000 Meter hinter der Slowenin Klara Lukan und Sarah Wanjiru aus Kenia.
2023 wurde Berzosa spanische Meisterin im 5-km-Straßenlauf.

## Persönliche Bestzeiten
- 5000 Meter: 15:57,53 min, 29. Juni 2024 in La Nucía
- 10.000 Meter: 32:00,73 min, 21. Juli 2025 in Bochum
- 5-km-Straßenlauf: 16:06 min, 14. Mai 2023 in Santander
- 10-km-Straßenlauf: 32:07 min, 12. Januar 2025 in Valencia